# فيليبالت شماوس
فيليبالت شماوس (بالألمانية: Willibald Schmaus)‏ (16 يونيو 1912 – 27 أبريل 1979) لاعب كرة قدم نمساوي راحل كان يجيد اللعب في خط الدفاع .
لعب طوال مسيرته الرياضية في نادي فيرست فيينا (19321-1943).
مثل منتخب النمسا في 14 مباراة (1928-1935) كما مثل منتخب ألمانيا في 10 مباريات (1938-1942). شارك مع منتخب النمسا في بطولة كأس العالم 1934 في إيطاليا حيث احتل المركز الرابع، ثم ضُم لصفوف الفريق الألماني بعد تجنيسه بالجنسية الألمانية إثر ضم ألمانيا للنمسا عام 1938، وشارك مع منتخب ألمانيا في بطولة كأس العالم 1938 في فرنسا حيث خرج من الدور الأول.

## وصلات خارجية
- فيليبالت شماوس على موقع قاعدة بيانات كرة القدم.إي يو (الإنجليزية)
- فيليبالت شماوس على موقع بيانات كرة القدم. دي إي (الألمانية)
- فيليبالت شماوس على موقع ناشيونال فوتبول تيمز (الإنجليزية)
- فيليبالت شماوس على موقع Soccerway.com (الإنجليزية)
- فيليبالت شماوس على موقع عالم كرة القدم.نت (الإنجليزية)

- سيرة ذاتية